# Brecha da Arrábida

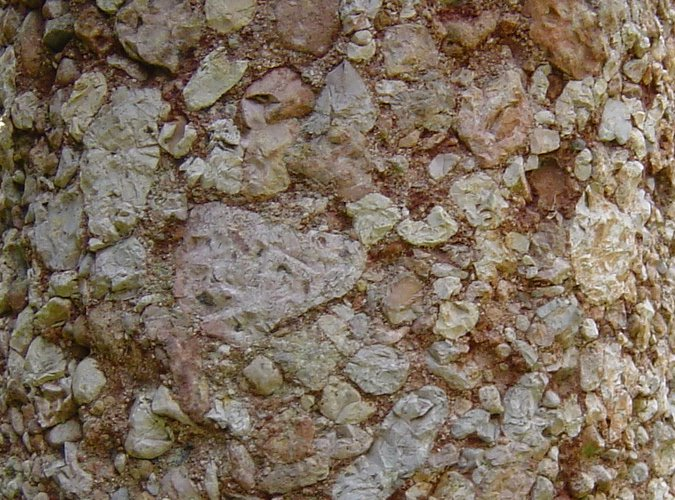
Brecha da Arrábida em bruto

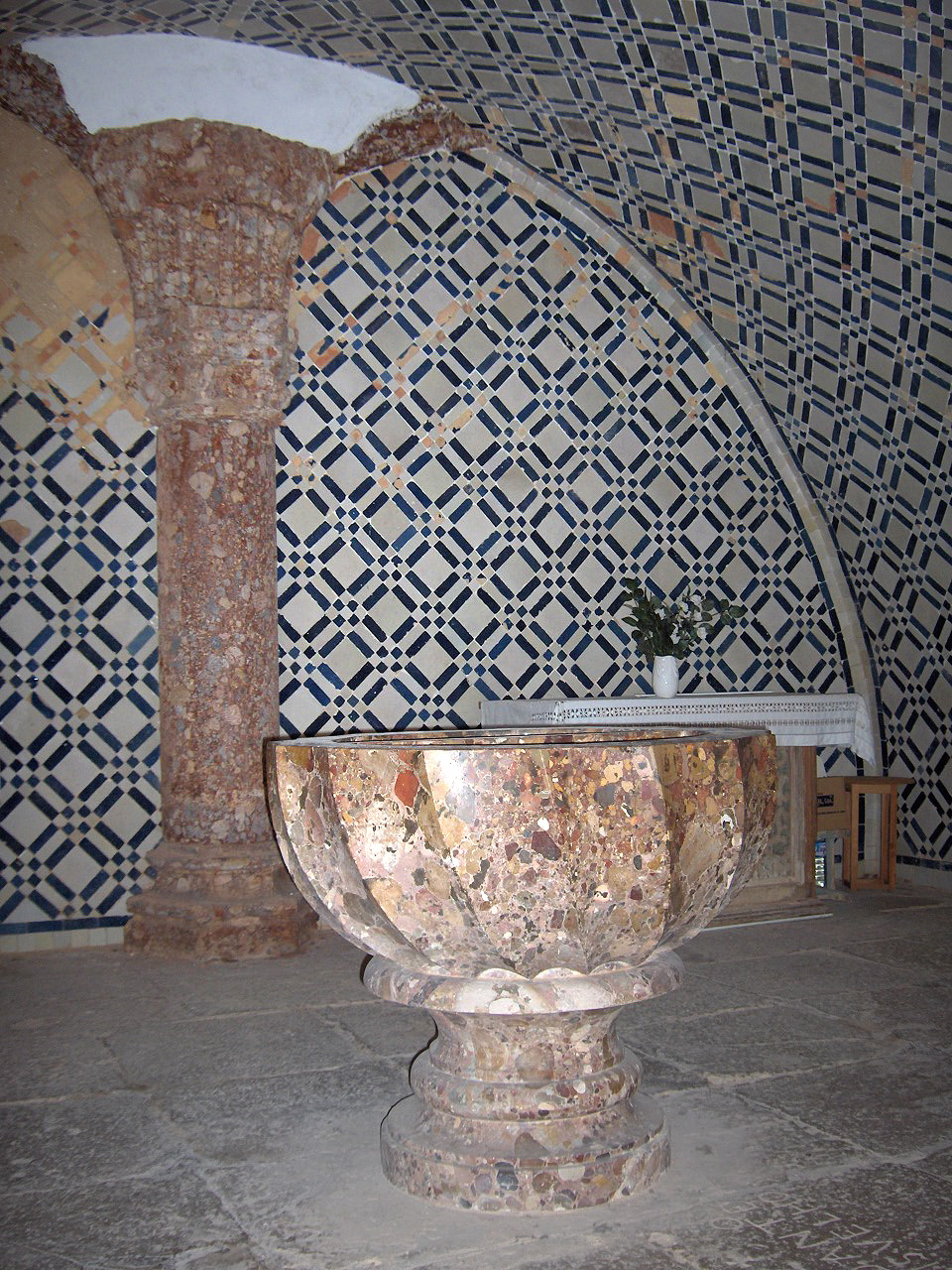
Pia baptismal em Brecha da Arrábida da Igreja do antigo Mosteiro de Jesus, Setúbal, Portugal

Brecha da Arrábida é uma rocha clástica de origem sedimentar que se encontra apenas na Serra da Arrábida, no distrito de Setúbal, em Portugal. Muito apreciada como rocha ornamental, é vulgarmente conhecida como "mármore da Arrábida", apesar de não ser uma pedra metamórfica.
A brecha da Arrábida é formada de fragmentos grandes e angulosos de diversas cores (brancos, amarelos, vermelhos, cinzentos, negros), unidos por um massa de cimentação composta de material mais fino, de matriz argilosa vermelha.  A sua beleza e heterogeneidade tornaram-na muito apreciada como rocha ornamental. Foi utilizada nas Igrejas e Capelas de Setúbal, onde ainda se pode ver no cruzeiro e Igreja do antigo Mosteiro de Jesus
Esta brecha é única em Portugal e, provavelmente, a nível mundial, estando protegida pelo Parque Natural da Arrábida, para cuja criação este recurso geológico contribuiu. A pedreira de onde era extraída foi encerrada na década de 1970. Actualmente, ainda é utilizada pelos organismos de Setúbal nas placas inaugurais.
Desde 2023, é reconhecida como Rocha Património Mundial (Heritage Stone) pela International Union of Geological Sciences.